# New Barnet vasútállomás
A New Barnet vasútállomás Barnetben, London 5. díjzónájú övezetében fekszik. Mind a vasútállomást, mind az itt közlekedő összes vonatot a First Capital Connect üzemelteti.
Vonatok hétköznaponként körülbelül este fél tízig közlekednek Moorgate irányába, és a King's Crosshoz hétfőtől péntekig egész nap, s szombat vasárnap minden nap. A járatok leggyakrabban 313-as sorozatú motorvonatok, mivel ezek a vonatok képesek kifizetődő módon biztosítani a szolgáltatást. Hétvégenként néha 371-es sorozatú motorvonatokat indítanak.
A járatok tipikus gyakoriságára az jellemző, hogy óránként három járat indul Moorgate, három pedig Welwyn Garden Citybe.
Egy nagyobb átépítést, újrabútorozást követően 2005-ben egy részen kávéház nyílt, egy olyan területen, mely ezt megelőzően kihasználatlanul állt.

## Vasútvonalak
Az állomást az alábbi vasútvonalak érintik:

## Kapcsolódó állomások
A vasútállomáshoz az alábbi állomások vannak a legközelebb:
- Előző állomás: Oakleigh Park
- Következő állomás: Hadley Wood